# 中野秀人
中野 秀人（なかの ひでと、1898年5月17日－1966年5月13日）は、日本の詩人、画家、文筆家。中野正剛の弟。

## 来歴
福岡県福岡市出身。早稲田大学中退、『文章世界』1920年9月に、プロレタリア文学の立場にたつ評論「第四階級の文学」を発表。
詩誌『ダムダム』の同人となり、劇団「戸をたたく座」を創立。
人妻だった女優の花柳はるみと同棲。朝日新聞記者となるが1925年に退社。1926年に渡欧、パリで絵を学び、1931年に現地で結婚した妻を連れて帰国。秀人のパリ時代のことは金子光晴が『ねむれ巴里』の中で触れている。
1940年花田清輝らと『文化組織』を創刊。
戦後も花田とともに新日本文学会で活躍した。

## 著書
- 聖歌隊 詩集 帝国教育会出版部 1938
- 黄色い虹 童話春秋社 1939
- 中野秀人散文自選集 文化再出発の会 1941 (魚鱗叢書)
- 精霊の家 真善美社 1948
- 中野秀人全詩集 思潮社 1968

## フェリシタ事件
秀人はフランスで知り合ったスペイン女性・フェリシタ・マリア・タンノサと結婚し、一人娘カルメンを儲けたが、フェリシタの奢侈な生活や不倫疑惑により、1932年に離婚を要求、フェルシタが承諾しなかったため、秀人は家を出て離婚請求の裁判を起こした。夫不在の自宅にイタリア男が頻繁に出入りするなど、フェリシタの自由奔放な暮らしぶりが取りざたされ、有名政治家の弟と美貌の妻のスキャンダルとして新聞雑誌で盛んに報道された。

## 参考
- 日本人名大辞典